# Horná Lehota (Žilina)
Horná Lehota (in ungherese Felsőlehota) è un comune della Slovacchia facente parte del distretto di Dolný Kubín, nella regione di Žilina.